# Мар'янин Володимир Григорович
Володи́мир Григо́рович Мар'я́нин (Мар'янін; 6 січня 1940, село Велика Мукша, нині Велика Слобідка Кам'янець-Подільського району Хмельницької області — 20 січня 2000, Велика Слобідка) — український журналіст, письменник (гуморист, драматург, прозаїк). Член Національної спілки журналістів України.

## Життєпис
Закінчивши середню школу в Баговиці, навчався в Кам'янець-Подільському медичному училищі.
Закінчив факультет журналістики Львівського університету. Працював у пресі Чернівецької і Рівненської областей, у місті Кузнецовську. Був заступником редактора Сокирянської районної газети, редактором газети «Молодий буковинець» (Чернівці).Редактором газети «Вісті» (Кузнецовськ).

## Творчість
Автор збірок сатири й гумору «Двостволка» (1971), «Гіркі пілюлі» (1980), «Гроші — на бочку!» (1993).
Автор п'єс для дітей і юнацтва «Ілько» (про юного підпільника Ілька Головчука) та «Суворі едельвейси». Твори йшли на сценах кількох театрів юного глядача. Також автор п'єси «Ранковий вибух», повістей «Дністрові світанки» і «Юганька».
Чернівецький журналіст Леонід Ісаченко зазначив про Мар'янина: «Чоловік трагічної долі. Який у світлий період свого життя любив, розказують, театр, писав для нього п'єси, пив залюбки чарку, цілував актрис і написав такий чотирирядок: „А хто смокче горілочку, На келишок дише, Той погані матеріали До газети пише“» .

## Нагороди
- Лауреат премії імені Героя Радянського Союзу Кузьми Галкіна в галузі літератури і мистецтва (1975, за п'єсу «Ілько»).

## Видані книги
- Мар'янин В. Г. Гіркі пілюлі: Гумор та сатира. — Ужгород: Карпати, 1980. — 38 с. Зміст: Мої пацієнти; Чорна гуаш; Позаздрила; Неввічливість; Будяк; Стовп і дуб; Самовпевненість; Полум'я; Чайник; Про одного ланкового; інші твори.